# Mours
 Mours  es una población y comuna francesa, en la región de Isla de Francia, departamento de Valle del Oise, en el distrito de Pontoise y cantón de Beaumont-sur-Oise.

## Demografía
| 273 | 299 | 426 | 1479 | 1542 | 1475 |
| Para los censos de 1962 a 1999 la población legal corresponde a la población sin duplicidades (Fuente: INSEE [Consultar]) |     |     |      |      |      |